# La preda (film 1974)
La preda è un film del 1974 diretto da Domenico Paolella.
Pellicola di produzione italo-colombiana di genere erotico.

## Trama
Daniel Lester vive in ristrettezze, dopo averne dissipato il patrimonio, con l'anziana moglie Betsy. Un giorno soccorre per strada la bellissima Nagaina dopo che è stata violentata da una banda di balordi. La giovane diventa la cameriera di casa e, all'insaputa di Betsy, tra Nagaina e Daniel sboccia un relazione.
Lester, privo di soldi, progetta di rapinare il locale monte dei pegni per potersi pagare un passaporto e con quello lasciare la moglie insieme a Nagaina. Il colpo riesce ma la polizia raggiunge Lester accusandolo di ricettazione.
Incarcerato, Daniel conosce Francis: questi viene scarcerato, ma prima organizza un'evasione per l'amico, che lo seguirà ricevendo in segno di riconoscenza metà della refurtiva. Nella fuga Daniel si rompe una gamba: chiede aiuto a Francis perché raggiunga Nagaina (nascostasi intanto in una piantagione di banane). Solo quando riuscirà a riportargliela si spartiranno il bottino. Francis, ignaro della vera identità, incontra fortunosamente Nagaina, che s'innamora di lui: decidono di mantenere nascosta la cosa a Daniel, ma la necessità di disporre di denaro li porta alla capanna dove egli si nasconde.
Nagaina rivela d'essere innamorata di Francis. Daniel, profondamente amareggiato, li minaccia, ma i due fuggono. L'inseguimento avviene in un pantano, dove accorre anche la polizia. Daniel, con la gamba dolorante, chiede aiuto invocando Nagaina. Quest'ultima, con Francis, impietosita ritorna sui suoi passi ma tutti e tre finiscono circondati dai poliziotti. Uno di essi informa Daniel che l'impiegato del monte dei pegni è morto e l'accusa si trasforma in omicidio. Poi chiede se conosca Nagaina e Francis. Daniel, pervaso ancora dall'amore per la bella mulatta, risponde di no, garantendo ai due la libertà.